# European Championships 2018/Teilnehmer (Färöer)
| Gelbes Symbol für Goldmedaillen mit stilisierten Olympischen Ringen | Graues Symbol für Silbermedaillen mit stilisierten Olympischen Ringen | Braundes Symbol für Bronzemedaillen mit stilisierten Olympischen Ringen |
| ------------------------------------------------------------------- | --------------------------------------------------------------------- | ----------------------------------------------------------------------- |
| —                                                                   | —                                                                     | —                                                                       |

Die Färöer nahmen an den European Championships 2018 mit einem Athleten und einer Athletin teil.

## Teilnehmer nach Sportarten

### Schwimmen
| Athleten         | Wettbewerb     | Vorlauf     | Vorlauf | Halbfinale    | Halbfinale    | Finale        | Finale        | Rang |
| Athleten         | Wettbewerb     | Zeit        | Rang    | Zeit          | Rang          | Zeit          | Rang          | Rang |
| ---------------- | -------------- | ----------- | ------- | ------------- | ------------- | ------------- | ------------- | ---- |
| Frauen           |                |             |         |               |               |               |               |      |
| Signhild Joensen | 50 m Rücken    | 29,54 s     | 31      | ausgeschieden | ausgeschieden | ausgeschieden | ausgeschieden | 31   |
| Signhild Joensen | 100 m Rücken   | 1:03,30 min | 35      | ausgeschieden | ausgeschieden | ausgeschieden | ausgeschieden | 35   |
| Signhild Joensen | 200 m Rücken   | 2:15,84 min | 19      | ausgeschieden | ausgeschieden | ausgeschieden | ausgeschieden | 19   |
| Männer           |                |             |         |               |               |               |               |      |
| Alvi Hjelm       | 400 m Freistil | 4:05,29 min | 33      | –             | –             | ausgeschieden | ausgeschieden | 33   |
| Alvi Hjelm       | 200 m Lagen    | 2:07,88 min | 31      | ausgeschieden | ausgeschieden | ausgeschieden | ausgeschieden | 31   |
| Alvi Hjelm       | 400 m Lagen    | 4:30,47 min | 29      | –             | –             | ausgeschieden | ausgeschieden | 29   |

## Weblink
- offizielle European Championship Website